# طارد الديدان
طاردات الديدان أو طاردات الدود هي عبارة عن أدوية تقوم بالتخلص من الدّيدان، أو أيّ كائنات تطفليّة داخل الجسم عن طريق قتلها، دون التسبّب بأيّ ضرر بجسم العائل.
يمكن أيضًا تسميتها طاردات الديدان (تلك التي تقوم بإعاقتها) ، أو مبيدات الدّيدان (تلك التي تقوم بقتلها).
كما تستخدم لعلاح الإنسان أو الحيوان، في حال تعرض أي عضو من أعضائهم لهذه الديدان المتطفلة، وهذه الحالة تسمى بالأمراض الدودية .

## الأنواع
هناك أدوية تستهدف الدّيدان المستديرة الطفيليّة، وتسمّى الأدوية المضادّة للدّيدان المستديرة.
- Benzimidazoles بينزيميدازول
  - Albendazole)) ألبيندازول: وهو فعّال ضّد الدّودة الخيطية، الدائرية، السوطية، الشريطيّة، والشصيّة
  - (Mebendazole) ميبيندازول: وهي فعّالة ضد الدّودة الدّبّوسيّة، الدائرية، والشّصيّة .
  - (Thiabendazole) ثيابيندازول: وهي فعّالة ضدّ الدّودة الشصيّة، والدّودة الدائريّة.
  -  : (Fenbendazole) فينبيندازول: وهي فعالة ضد طفيليّات الجهاز الهضمي.
  - (Triclabendazole) ترايكلابيندازول: وهي فعالة ضد نوع خاص من طفيليات الكبد من فصيلة Platyhelminthes.
  - (Flubendazole) فلوبيندازول: وهو فعال ضد معظم الطفيليّات المعويّة.
- ( Abamectin) أباميكتين: وهو فعّال ضدّ معظم الدّيدان المعويّة ما عدا الدّودة الشّريطيّة، ويستخدم في هذه الحالة برازيكوانتل ( Prazequantel) ، مقترنا مع أباميكتين ( Abamectin).
- (Diethylcarbamazine) دايايثيلكاربامازين: وهو فعّال ضدّ مجموعة من الدّيدان الدائريّة، أسماؤها العلميّة كالتّالي :Wuchereria bancrofti, Brugia malayi, Brugia timori

وفعّال ضدّ مرض الجهاز التنفسي الذي يصيب المناطق الاستوائيّة، حيث يرتفع عدد eosinophils فوق الطّبيعي نتيجة غزو الدّيدان، وأيضا فعّال ضدّ مرض يصيب العين أو الجلد، ناتج عن دودة خيطية تسمّى Loa loa.
- (Neclosamide) نيكلوساميد:وهو فعّال ضدّ الدّودة الشّريطيّة.
- (Suramin) سيورامين: وهو فعّال ضدّ مرض السّبات الذي يصيب الإنسان عن طريق التريباناسوما (Trypanosomes).
- (Pyrantel pamoate) بايرانتل بامويت: وهو فعّال ضدّ معظم الدّيدان الخيّطيّة.
- (Levamisole) ليفاميزول.
- (Praziquantel) برازايكوانتل: وهو فعّال ضدّ صفّ من صفوف الدّيدان المسطّحة crestodes، مثال عليها : الدّودة الشّريطيّة، كما أنه فعّال ضدّ التريماتود (trematodes).
- (Octadepsipeptides) ثماني استر أميدات الببتيدات: مثال (Emodepside) ،وهو فعّال ضدّ أنواع مختلفة من الدّيدان الّتي تصيب الجهازالهضمي.
- (Aminoacetonitrile derivatives) أمينو أسيتات النترات: مثال (Monepantel ، وهو فعّال ضدّ مجموعة متنوّعة من ديدان دائريّة، تصيب الجهاز الهضمي، ولديها مقاومة ضدّ مضادّات الديدان من صفوف أخرى.
- (Spiroindoles) سبيرو اندول: مثال عليه: derquantel ، وهو فعّال ضدّ مجموعة من الدّيدان الدائريّة الّتي تصيب الجهاز الهضمي، وتشمل تلك التي لديها مناعة من ديدان من صفوف أخرى .
- (Pelletierine sulphate): فعال ضد مجموعة متنوعة من الدّيدان الشريطية، والحلقية، وأيضا الخيطيّة.[5]

## مقاومة مضادات الديدان
تُعرّف مقاومة مضادات الديدان بأنها قدرة الطفيليّات على مقاومة العلاجات التي هي فعليا فعّالة على معدّل الجرعات الموصى بها، هي من أكبر المخاطر التي تواجهنا في المستقبل، في السيطرة على الدّيدان المتطفّلة في الحيوانات المجترّة والخيول، وهذا ينطبق بشكل كبير على الديدان الاسطوانية، ويساعد في تطوير مشتقات الامينواسيتونيتريل، للقضاء على الديدان الأسطوانية المقاومة للأدوية.
وهذه المقاومة، تقاس بكمية بيض الدّيدان الموجود في غائط الخيول، وهذه القيمة تختلف باختلاف نوعية الدّيدان.
المعالجة بأدوية مبيدات الدّيدان تقتل الدّيدان التي تتأثّر بها، ولكن الدّيدان المقاومة للعلاج تنجو منها وتعبر على الجينات المسؤولة عن المقاومة، وتتراكم المقاومة باختلاف أنواعها، ويفشل العلاج في القضاء على الديدان في النهاية.